# Битва при Уайтстоун-Хилле
Битва при Уайтстоун-Хилле (англ. Battle of Whitestone Hill) — сражение между сиу и армией США, произошедшее с 3 по 5 сентября 1863 года на территории современного округа Дики, штат Северная Дакота.

## Предыстория
После подавления Восстания сиу сотни санти бежали из Миннесоты, около 2000 были взяты в плен, большинство из которых, содержались в тюрьмах. Сиссетоны и вахпетоны, в отличие от мдевакантонов и вахпекуте, практически не принимали участия в боевых действиях и оставались на свободе. Бежавшие из Миннесоты санти примкнули к своим сородичам сиу — янктонаям и лакота.
Генерал войск Союза Джон Поуп отдал приказ Генри Сибли, который находился в чине бригадного генерала добровольцев, возглавить карательную экспедицию, она должна была наказать бежавших из Миннесоты индейцев. 16 июня из форта Риджли выступило 3320 солдат и офицеров, это была самая большая армия, когда-либо воевавшая с индейцами в истории США. В течение июля войска Сибли приняли участие в трёх сражениях с сиу — при Биг-Маунде, у озера Дэд-Баффало и у озера Стони. Враждебные индейцы не понесли тяжёлых потерь, но лишились большого количества мяса и бизоньих шкур, и были вынуждены бежать на запад не имея продовольственных запасов. На этом первый этап кампании был закончен. Вторую часть карательной экспедиции возглавил другой бригадный генерал, Альфред Салли, который должен был подняться по реке Миссури с 1200 солдатами, встретиться с армией Сибли и нанести решающий удар по индейцам. Из-за низкого уровня воды в Миссури Салли был вынужден задержаться. Когда в середине августа его армия прибыла в окрестности современного Бисмарка, штат Северная Дакота, Генри Сибли уже вернулся в Миннесоту . Армия Салли включала 6-й Айовский кавалерийский полк под командованием полковника Дэвида Уилсона, 2-й Небраскский кавалерийский полк под командованием полковника Роберта Фурнаса, а также восемь горных гаубиц, разведчиков и обоз. Солдаты были вооружены дальнобойными винтовками, а не обычными кавалерийскими карабинами, что давало им решительное преимущество перед индейцами, в основном вооруженными луками со стрелами и старыми ружьями.
Тем временем часть сиу, бежавших на запад через Миссури, вернулась к востоку от реки, чтобы пополнить свои зимние запасы бизоньего мяса. 3 сентября армейские разведчики нашли многочисленные останки недавно убитых бизонов, и в тот же день его скаут Франк Лафрамбуаз сообщил об индейском стойбище из 400 типи в 16 километрах впереди. Скаут также сообщил, что был захвачен отрядом воинов сиу, но его отпустили, в знак того, что индейцы не хотят войны. Индейский лагерь состоял в основном из янктонаев, кроме них присутствовали санти, хункпапа и сихасапа. Салли приказал батальону, под командованием майора Хауса, окружить лагерь и не дать индейцам уйти. Он оставил четыре роты охранять свой обоз с припасами, а затем направился вперёд, преодолев 16 километров за один час.
В то время, как майор Хаус и его батальон из 6-го Айовского кавалерийского полка, окружали лагерь сиу и ждали, когда подойдут основные силы, делегация индейцев выдвинулась вперёд с белым флагом. Хаус, не имея инструкций, потребовал, чтобы весь лагерь сиу сдался и воины сложили оружие. Он подозревал, что индейцы тянут время, чтобы женщины успели собрать вещи и сбежать. Майор тоже медлил и ждал подкрепление.

## Сражение
Около 6 часов вечера Салли взобрался на гребень большого холма, откуда открывался вид на лагерь сиу. Он увидел, как индейцы складывают свои типи и уходят, и пришёл к выводу, что они хотят скрыться. Генерал решил окружить индейцев и развернул свои силы так, чтобы отрезать им пути к отступлению. Он послал полковника Уилсона и 6-й Айовский полк на правый фланг, а полковника Фурнаса и 2-й Небраскский полк на левый, чтобы занять несколько оврагов, которые давали индейцам возможность скрыться и бежать. Прикрываемый с обоих флангов, Салли с тремя ротами и артиллерией вошёл в лагерь без серьёзного сопротивления. Около 150 сиу сдались уже в самом начале боя.
Индейцы оказались зажатыми между двумя кавалерийскими полками, люди Уилсона наступали пешими и заставили отступать сиу в направлении кавалеристов Фурнаса, которые обстреливали индейцев с расстояния в 55 метров. С наступлением темноты Дэвид Уилсон отдал приказ о конной атаке, но сиу смогли её отбить и обратить кавалеристов в бегство.
На левом фланге полковник Фурнас также отвёл своих людей на оборонительную позицию, опасаясь перекрёстного огня и потери контроля над своими солдатами в сгущающейся темноте. Ночью индейцы бежали.
На следующее утро в лагере не было ни одного сиу, кроме убитых и нескольких потерявшихся детей и женщин. Салли выслал отряды, чтобы попытаться найти индейцев. Он приказал сжечь всё имущество сиу, оставленное в лагере. Это включало 300 типи и около 200 тонн сушёного бизоньего мяса. 5 сентября войско Салли снова столкнулось с сиу. Патруль из 27 солдат под командованием лейтенанта Чарльза Холла обнаружил около 300 индейцев в 24 километрах от Уайтстоун-Хилла. Сиу погнались за солдатами, убив шестерых и ранив одного. На этом карательная экспедиция против сиу в 1863 году была окончена.
Из-за плохого состояния лошадей и мулов, а также нехватки припасов, Альфред Салли не стал преследовать индейцев. Он покинул место сражения 6 сентября и повёл своих людей в Форт-Пьер, находившийся южнее. Рядом он построил ещё один форт, названный форт Салли, где некоторые из его людей были размещены на зиму. В 1864 году он возобновил войну против сиу сражением при Киллдир-Маунтин.
Историк народа лакота, Ладонна Храбрый Бык Аллард из резервации Стэндинг-Рок, утверждает обратное, что после битвы при Уайтстоун-Хилле, американские войска продолжали преследовать и убивать индейцев в течение нескольких дней.

## Итоги
Потери американской армии в сражении составили приблизительно 22 убитых и 38 раненых. Достоверных данных о количестве убитых и раненых сиу не имеется, их потери оцениваются от 100 до 300 человек, включая женщин и детей. 156 индейцев были захвачены в плен, в том числе 32 воина. Индейские источники часто называют сражение при Уайтстоун-Хилле резнёй, считая, что Салли напал на мирный лагерь, убив большое количество женщин и детей, и сходятся во мнении, что его армия намеренно уничтожила значительные запасы продовольствия, обрекая индейцев на голод. Историк и писатель Майкл Клодфелтер считает, что несмотря на преднамеренное нападение и убийства детей и младенцев, значительные потери солдат демонстрируют, что это была битва, а не резня.
Около 600 сиу, в основном санти, ушли в Канаду после битвы. За ними последовали ещё 3000 индейцев в 1864 году. Штат Миннесота изгнал всех санти, включая тех, кто не участвовал в восстании, а Конгресс США упразднил их резервации. Позже такая же участь постигла и народ виннебаго. Только 25 санти-сиу, верных друзей белых, получили разрешение остаться жить в Миннесоте.